# Nils Jacobsköld
Nils Jönsson Jacobsköld, född omkring 1530, död 10 februari 1610, var en svensk ämbetsman.

## Biografi
Jacobsköld föddes omkring 1530. Han var son till adelsmannen Jöns i Norge. Jacobsköld blev 23 augusti 1551 student vid Wittenbergs universitetet under namnet Nicolaus Johannis Suecus. Han var 1558 skrivare vid kungens kansli. Från 1560 till 1567 var han kansliskrivare. Jacobsköld underskrev Uppsala mötes beslut 1593 och var ledamot i en domstol under riksdagen 1595. Han adlades till Jacobsköld den 16 november 1605. Jacobsköld avled 1610.
Jacobsköld ägde gårdarna Forsvik i Undenäs socken och Rävsjö säteri i Fivelstads socken.

### Familj
Jacobsköld gifte sig 1566 med Anna Svensdotter (död 1612). Hon var änka efter slottsskrivaren Tydike Jönsson på Vadstena slott. Jacobsköld och Svendotter fick tillsammans barnen slottsloven Peder Jacobsköld (1567–1611), vice presidenten Jöns Jacobsköld, Margareta Jacobsköld och Christina Jacobsköld.